# Otnice
Otnice (en allemand : Ottnitz ou Otnitz) est une commune du district de Vyškov, dans la région de Moravie-du-Sud, en République tchèque. Sa population s'élevait à 1 591 habitants en 2024.

## Géographie
Otnice se trouve à 9 km au sud-ouest de Slavkov u Brna, à 20 km au sud-est de Brno, à 26 km au sud-ouest de Vyškov et à 204 km à l'est-sud-est de Prague.
La commune est limitée par Šaratice au nord, par Milešovice à l'est, par Lovčičky au sud-est, par Bošovice au sud, par Těšany au sud-ouest et par Újezd u Brna à l'ouest.

## Histoire
La première mention écrite du village date de 1255.

## Transports
Par la route, Otnice se trouve à 13 km de Slavkov u Brna, à 23 km de Brno, à 33 km de Vyškov et à 227 km de Prague.